# Robel Teklemariam
Robel Zemichael Teklemariam född 16 september 1971 i Addis Abeba, är en etiopisk längdåkare.
Robel Teklemariam, som sedan 9-årsåldern bott i USA, är känd för att han som första etiopier deltagit i ett vinter-OS när han i Olympiska vinterspelen 2006 deltog i 4 grenar.
Tillsammans med sina bröder, Yoseph och Benyam, grundade han 2005 det etiopiska skidförbundet Ethiopian Ski Association.